# Život a nic jiného
Život a nic jiného (v originále La Vie et rien d'autre) je francouzský hraný film z roku 1989, který režíroval Bertrand Tavernier. Snímek měl světovou premiéru 6. září 1989.

## Děj
V roce 1920, dva roky po skončení první světové války, je velitel Dellaplane pověřen pátráním po zmizelých vojácích. Potkává dvě ženy, Irène a Alice, které obě hledají milovaného člověka. Irène cestuje po venkově v limuzíně z nemocnice do nemocnice a hledá svého manžela. Alice je mladá učitelka, která hledá svého milence.
Dellaplane se postaví proti svým nadřízeným, když mu nařídí pátrat po ostatcích vojáka, který byl vybrán jako Neznámý voják pod Vítězným obloukem. Je rozrušen chladným kouzlem Irene, která mu neustále křižuje cestu, a dojatý Aliciným iluzorním pátráním. Když je vyslechne, nakonec zjistí, že obě nevědomky hledají stejného muže.

## Obsazení
| Philippe Noiret   | velitel Dellaplane |
| Sabine Azéma      | Irène de Courtil   |
| Pascale Vignal    | Alice              |
| Maurice Barrier   | Mercadot           |
| François Perrot   | kapitán Perrin     |
| Jean-Pol Dubois   | André              |
| Daniel Russo      | poručík Trévise    |
| Michel Duchaussoy | generál Villerieux |
| Arlette Gilbert   | Valentine          |
| Louis Lyonnet     | Valentin           |
| Charlotte Maury   | Cora Mabel         |
| François Caron    | Julien             |

## Ocenění
- César: nejlepší herec (Philippe Noiret), nejlepší hudba (Oswald d'Andréa); nominace v kategoriích nejlepší film, nejlepší herečka (Sabine Azéma), nejlepší herec ve vedlejší roli (François Perrot), nejlepší režie (Bertrand Tavernier), nejlepší scénář (Bertrand Tavernier a Jean Cosmos), nejlepší kamera (Bruno de Keyzer), nejlepší kostýmy (Jacqueline Moreau), nejlepší zvuk (Michel Desrois, William Flageollet a Gérard Lamps) a nejlepší střih (Armand Psenny)
- Evropské filmové ceny: nejlepší herec (Philippe Noiret), Uvláštní cena poroty
- BAFTA: nejlepší cizojazyčný film